# Маллейн, Майк
Ри́чард Майкл «Майк» Малле́йн (англ. Richard Michael «Mike» Mullane; род. 10 сентября 1945), астронавт НАСА. Совершил три космических полёта на шаттлах в качестве специалиста полета: STS-41D (1984) «Дискавери», и на «Атлантисе»: STS-27 (1988) и STS-36 (1990), полковник ВВС.

## Рождение и образование

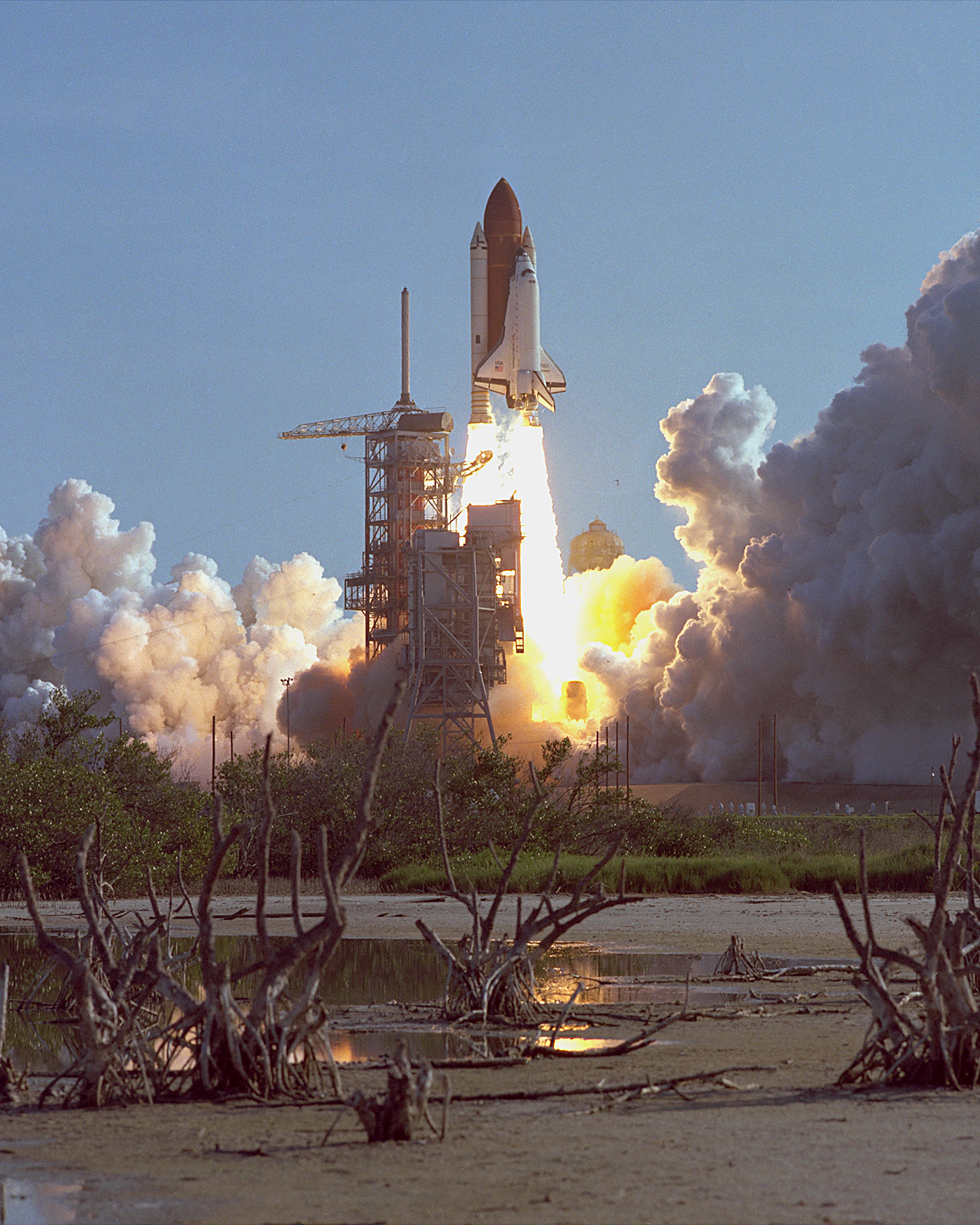
Стартует STS-41D.

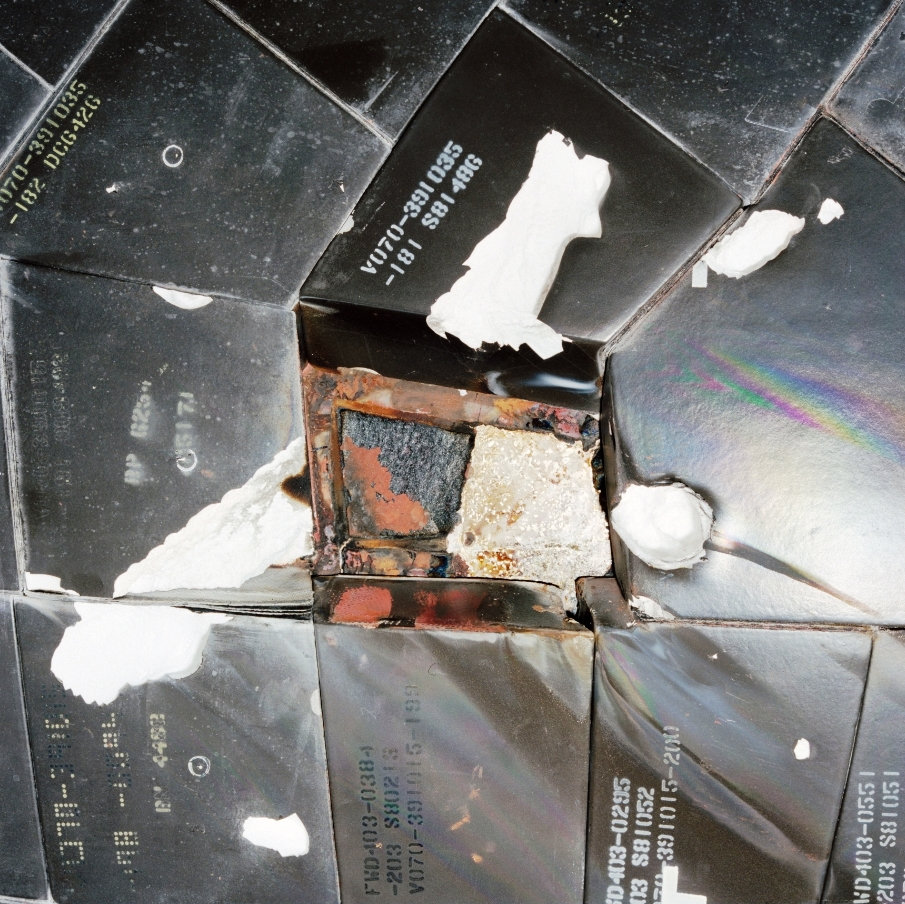
STS-27 — потеряна плитка теплозащиты.

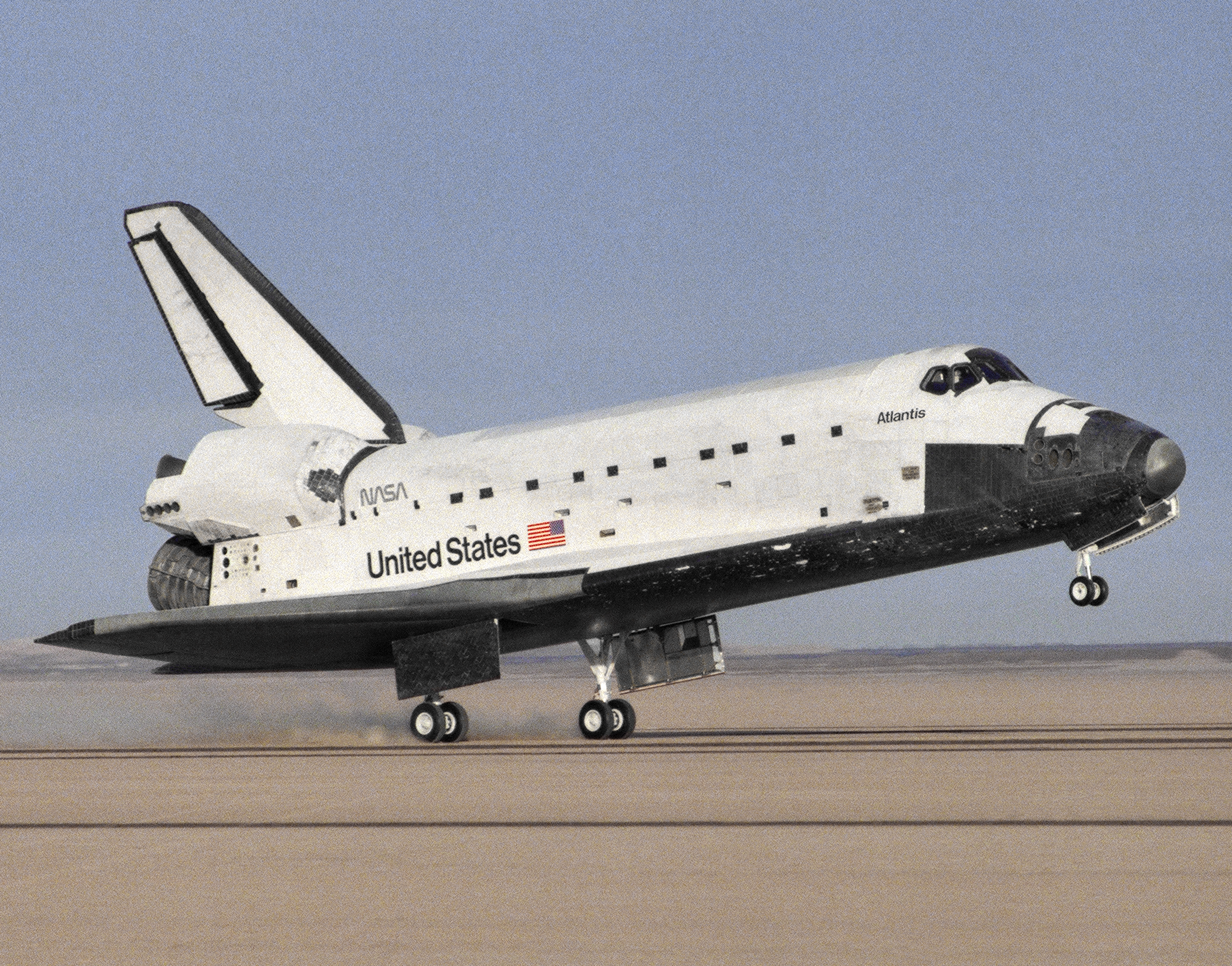
STS-27 — приземление.

Родился 10 сентября 1945 года в городе Уичито-Фолс, штат Техас, но своим родным считает город Альбукерке, штат Нью-Мексико, был активным участником движения «Бойскауты Америки». В 1963 году окончил католическую среднюю школу Св. Пия X в Альбукерке. В 1967 году окончил Военную академию США в Вест-Пойнте и получил степень бакалавра наук по разработке военной техники. В 1975 году в Технологическом институте ВВС получил степень магистра наук по самолётостроению.

## ДоНАСА
С января по ноябрь 1969 года служил во Вьетнаме на авиабазе Таншоннят оператором СО тактического самолета-разведчика RF-4C. Выполнил 150 боевых вылетов. После этого четыре года служил в Великобритании. В июле 1976 года окончил Курсы инженеров-испытателей ВВС США на базе ВВС Эдвардс в Калифорнии, после чего служил оператором СО в 3246-м испытательном авиакрыле на базе ВВС Эглин во Флориде. Ушел в отставку из ВВС в сентябре 1990 года. Воинские звания: капитан ВВС (в 1978 году), полковник ВВС (в отставке).

## Космическая подготовка
16 января 1978 года зачислен в отряд астронавтов НАСА во время 8-го набора. Прошел курс общекосмической подготовки (ОКП) и в августе 1979 года был зачислен в Отдел астронавтов в качестве специалиста полета.

## Космические полёты
- Первый полёт — STS-41D[3], шаттл «Дискавери». C 30 августа по 5 сентября 1984 года в качестве специалиста полета. Продолжительность полёта составила 6 суток 00 часов 57 минут[4].

- Второй полёт — STS-27[5], шаттл «Атлантис». Со 2 по 6 декабря 1988 года в качестве специалиста полета. Продолжительность полёта составила 4 дня, 9 часов, 5 минут, 37 секунд[6].

- Третий полёт — STS-36[7], шаттл «Атлантис». C 28 февраля по 4 марта 1990 года в качестве специалиста полета. Продолжительность полёта составила 4 суток 10 часов 19 минут[8].

Общая продолжительность полётов в космос — 14 суток 20 часов 23 минуты. Ушел из отряда астронавтов в сентябре 1990 года.

## Награды
Награждён: Воздушная медаль (США) (6), Крест лётных заслуг (США), Медаль похвальной службы (США), Медаль вьетнамской кампании, Медаль за службу национальной обороне (США), Медаль «За службу во Вьетнаме», Медаль «За космический полёт» (3).

## Семья
Жена — Донна Мария Сеи, дети: близнецы Патрик Джозеф и Эми Мишель (род. 05.03.1968), дочь — Лаура Энн (род. 19.02.1971). Увлечения: занимается литературной деятельностью, туризм, лыжи и бег.